# منزل الأجداد
منزل الأجداد (بالإنجليزية: Ancestral home)‏ هو مكان أصل عائلة الفرد الواسعة، ولا سيما البيت الذي تملكه وتحافظ عليه نفس العائلة لعدة أجيال. ويمكن أن يشير هذا المصطلح إلى منزل فردي أو ممتلكات، أو إلى منطقة جغرافية أوسع مثل مدينة أو منطقة أو بلد بأكمله. ويمكن أن يكون المنزل الأجدادي مكانًا جسديًا، أو جزءًا من سلسلة من الأماكن التي يرتبط بها الفرد بالدولة أو الأمة أو المنطقة. في الحالات الأخيرة، يمكن استخدام عبارة وطن الأجداد. وعلى وجه الخصوص، يتطلب مفهوم الشتات مفهوم منزل الأجداد الذي ينطلق منه الشتات. ومع ذلك، فمن الممكن أيضًا أن "تكون الأسرة التي تعيش في منزل أسلاف محاطة برموز مرئية ومادية لاستمرارية الأسرة وتضامنها".

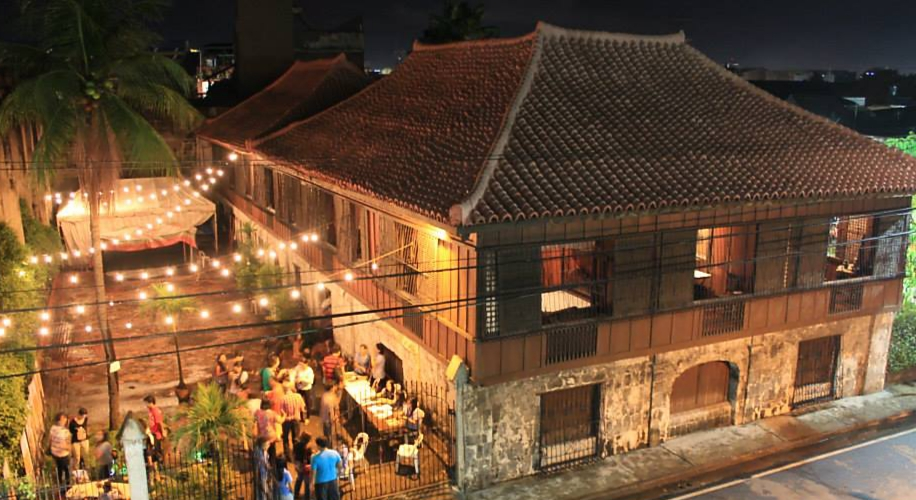
منزل الأجداد على طراز "بهاي نا باتو" في سيبو، الفلبين

## منازل الأجداد والشتات
يعتبر بعض علماء الاجتماع منازل الأجداد مركزية لحاجة البشر لاكتساب شعور بالتجذر والانتقال السلس من وإلى مراحل الحياة المختلفة. يحافظ الناس على صلاتهم بمنازل أجدادهم على المستوى المادي والثقافي والرمزي والروحي، وتستكشف هذه الروابط بشكل مختلف من قبل أعضاء أجيال مختلفة من المهاجرين. ويوفر وجود التكنولوجيا الحديثة والعولمة وزيادة الوصول إلى الإنترنت عبر وسائل التواصل الاجتماعي للأفراد القدرة على الوصول إلى الفن والمواقع الإلكترونية والتصويرات لمنازل أجدادهم ووطنهم بشكل أسهل.
وجدت بعض الجماعات الثقافية طرقًا للتفاعل والعناية بمنازلهم الأجدادية على الرغم من الانفصال الجسدي أو الدمار الذي ينجم عن الحروب أو الكوارث الطبيعية. في حالة الهيولمو، أدى تدمير قراهم المحلية في كاتماندو بعد زلزال عام 2015 إلى إعادة بناء بعض أفراد المجتمع منازل أجدادهم من الأنقاض كوسيلة للحفاظ على الصلة الجسدية بمكانهم.

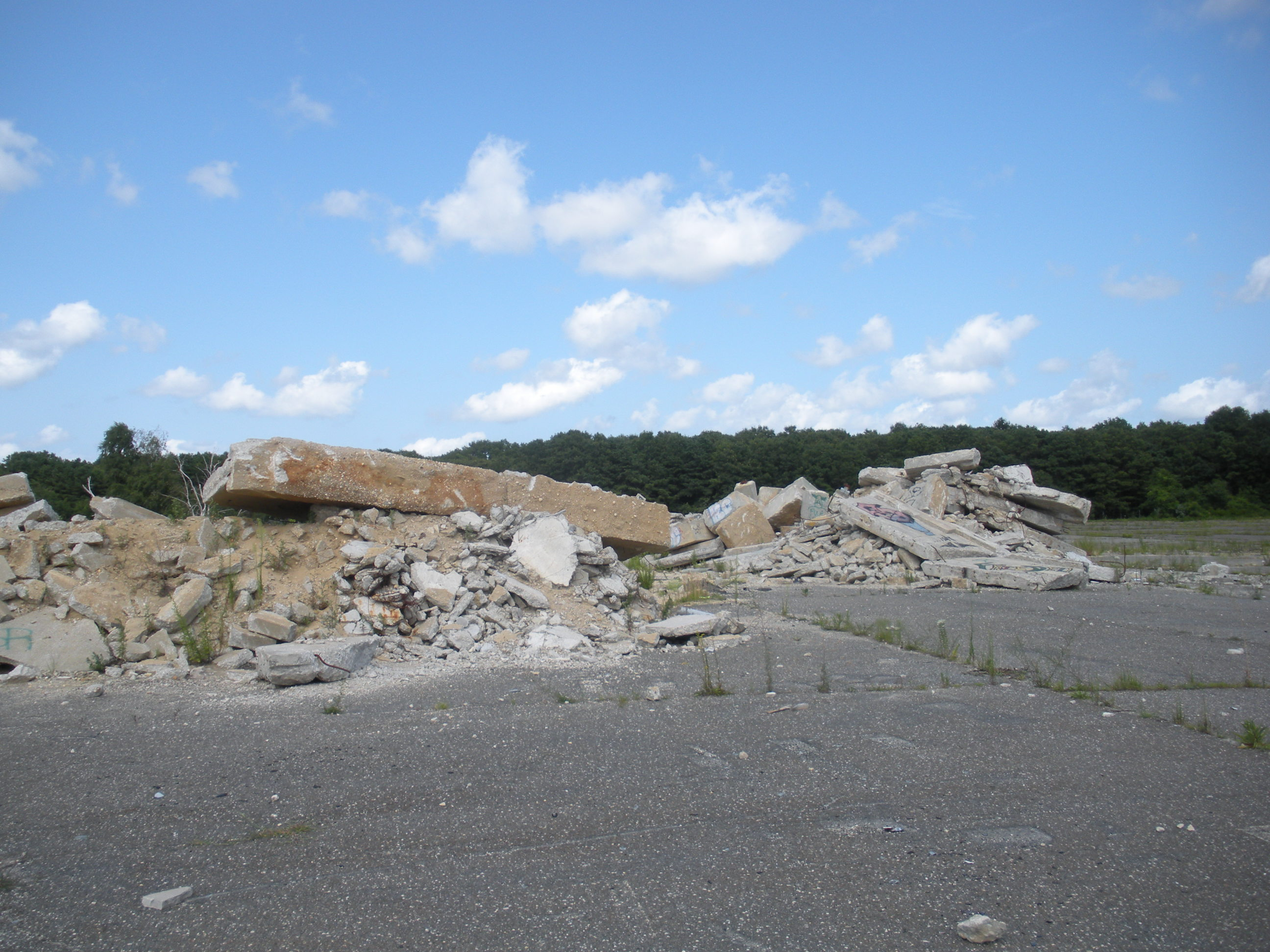
أنقاض منزل أسلاف مدمر.

أعاد بعض أفراد مجتمع الهيولمو بناء دير في تينشولي، واحدة من البلدات التي استقروا فيها. لاحظ دافيد توري، عالم اجتماع، هذا الأمر كوسيلة للهيولمو للحفاظ على تراثهم على قيد الحياة من خلال العثور على مكان للأنشطة الثقافية والدينية والحفاظ على الشعور بالمجتمع.

## الاغتراب في أوطان الأجداد
تؤدي ممارسة العودة إلى منازل الأجداد أو الوطن أو الشعور بها دورًا في الانتماء وخلق شعور بالهوية الشخصية والثقافية. إذ يعود الكثيرون إلى ديارهم بسبب تملك المنزل، أو القومية القوية، أو الرغبة في إعادة الاتصال بالعلاقات الاجتماعية القديمة.
ومع ذلك، ليس جميع المغتربين أو العائدين إلى ديارهم الأصلية يشعرون بهذه المشاعر. إذ يمكن أن يتراوح مدى قرب أو بعد الفرد من جذوره الثقافية من اللامبالاة إلى الالتزام القوي.
غالبًا ما يضطر الأشخاص الذين يعودون إلى منازل الأجداد إلى الانتقال من إطار ثقافي إلى آخر أو التفاوض على هويات متعددة بما في ذلك هويات البلد المضيف أو البلدان المضيفة، نتيجة لقدومهم من حركة الشتات. تحدث الهجرة والشتات في كل من البلدان الشرقية والغربية، وتتضمن "تدفقات" مباشرة للحركة عبر العالم، مثل تدفقات الهجرة داخل الشرق، ومن الشرق إلى الغرب، ومن الغرب إلى الشرق، ومن دولة غربية إلى أخرى.
تحدد تدفقات الهجرة بين الدول أيضًا حقيقة أن الفرص الاقتصادية مركزة في أكبر مدن العالم، سواء في الشرق أو الغرب. كما أن عوامل اجتماعية وسياسية أخرى مثل التمييز وانعدام الفرص للأقليات في البلدان الأجنبية تدفع أيضًا تدفقات المغتربين العائدين إلى موطن أجدادهم. وبالتالي، فإن العودة إلى موطن أجداده قد ترتبط بالشعور بالانضمام إلى مجموعة ثقافية ذات أغلبية أكبر.
وقد وجدت الأبحاث أن ظاهرة الانتقال إلى ديار الأجداد تتحفز من خلال عدة عوامل، والتي يمكن أن تشمل الرغبة في استكشاف وتجربة المزيد من ثقافات العالم، والرغبة في الفرار من الحروب أو الصعوبات الاجتماعية والسياسية في بلد الشخص، والرغبة في بناء حياة مهنية في ديار الأجداد، أو الرغبة في المشاركة في اقتصاد بلدهم الأصلي أو العثور على فرص اقتصادية أكبر.

## منازل الأجداد والرفاهية
تعتبر الحاجة التي يفي بها منزل الأجداد في حياة الفرد من قبل بعض الباحثين حاجة إنسانية أساسية، وهي الحاجة إلى وجود ارتباط بمكان والمعاني والتجارب والممارسات والثقافة المرتبطة به.
غالبًا ما ترتبط منازل الأجداد وأرض الأجداد بلغة الأسلاف أو اللغة الأم، وذكريات الطفولة، والأطباق الثقافية والأذواق الثقافية، فضلاً عن الأشخاص والممارسات المألوفة. ترتبط هذه الصور عادةً بمشاعر قوية من العاطفة أو الراحة للأفراد في جميع الثقافات. ويعتبر إعادة الاتصال بـ "الجذور" تجربة فردية مهمة وتكوينية وفقًا لعلماء الاجتماع المختلفين.
تعد الفائدة التي يوفرها الارتباط بالمنزل الأصلي للفرد، وفقًا لبعض الباحثين، القدرة على دمج تجارب حياته والارتباطات الشخصية في قصة حياة متسقة أو شعور شخصي بالذات..

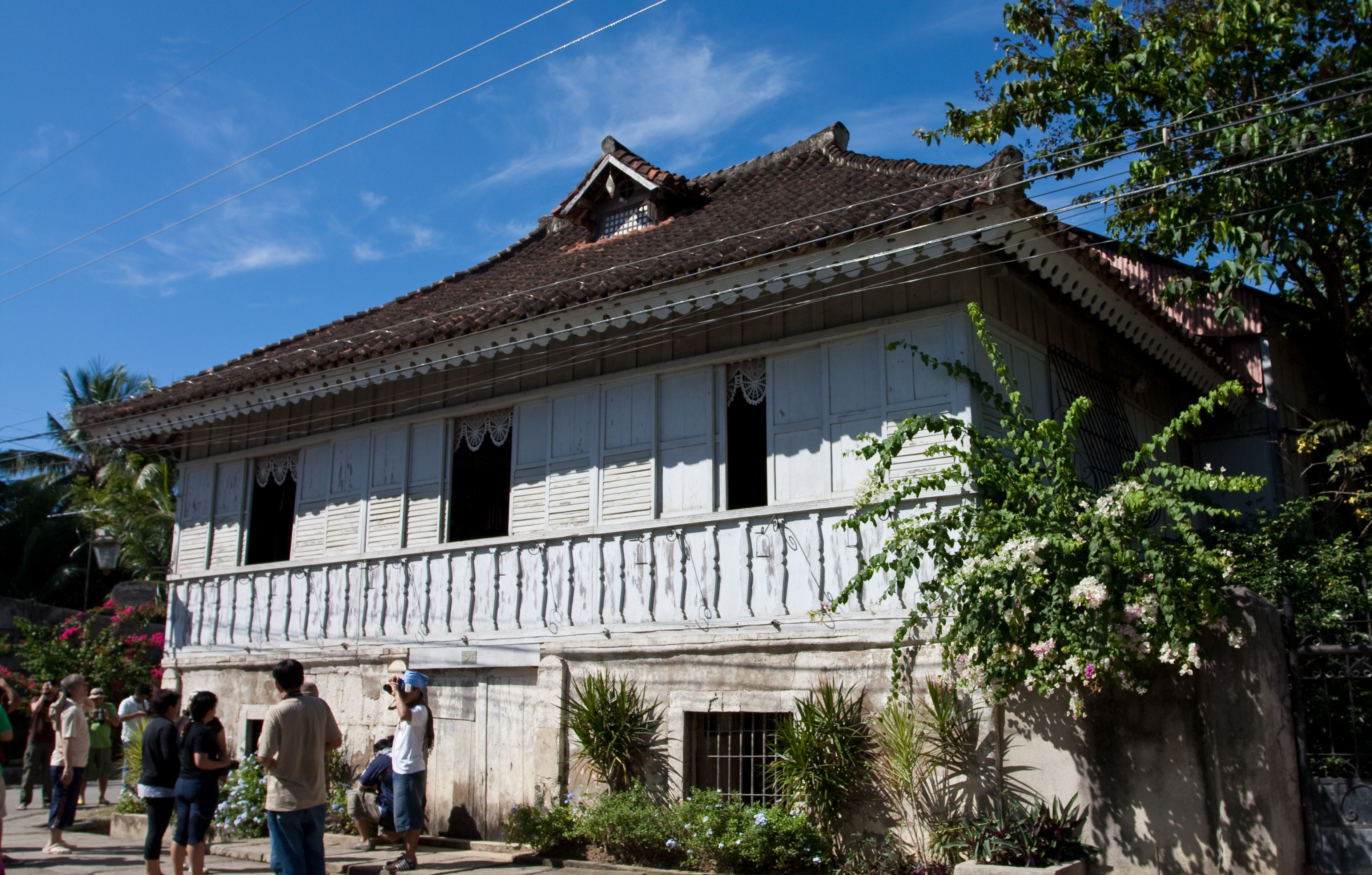
منزل أسلاف على طراز "بهاي نا باتو" في سيبو، الفلبين، وهي أيضًا وجهة سياحية شهيرة

## منازل الأجداد والسياحة
لعبت منازل الأجداد دورًا رئيسيًا في تعزيز السياحة عالمياً، وخاصة بين البلدان المضيفة وبلدان المنشأ و/أو الولادة في العديد من الشتاتات. وتعتبر السياحة إلى المنازل الأصلية شائعة في جميع أنحاء العالم، وخاصة في بلدان مثل اسكتلندا والفلبين والصين وغيرها. ومن بين العوامل التي تدفع تدفق السياحة إلى المدن والمعالم والمدن التي تحتوي على منازل أصلية هي زيارة المهاجرين لمدنهم الأصلية أو عودة الأجيال اللاحقة من المهاجرين لزيارة مدنهم الأصلية. وقد تكون هذه الزيارات جزءًا من محاولات الاتصال بتراثهم الثقافي أو تدفعها عوامل أخرى.
تُعَدُّ المنازل الأصلية والأوطان الأصلية جزءًا أساسيًا من استراتيجيات التسويق السياحي، حيث يرتبط ذلك بالحنين إلى الماضي والسعي لإيجاد الهوية الشخصية والرغبة في التواصل مع جذور الفرد وتجربة تراث الأجداد. ويرى علماء الاجتماع أن هذه العوامل تحفّز السياح على العودة وإعادة الزيارة، خاصة بين السياح المهاجرين. ويعتبر ذلك جزءًا أساسيًا من السرد الذي يلاحظونه داخل المجتمع السياحي.
وثمة دوافع آخرى تجذب السياح إلى منازل الأجداد وأوطان الأجداد، وهي الرغبة في الاستمتاع بجماليات أو هندسة منازل الأجداد والرغبة في تجربة تقاليد ثقافة ليست لهم.

## منازل الأجداد بالثقافة

### منازل الأجداد في الثقافة الهندية

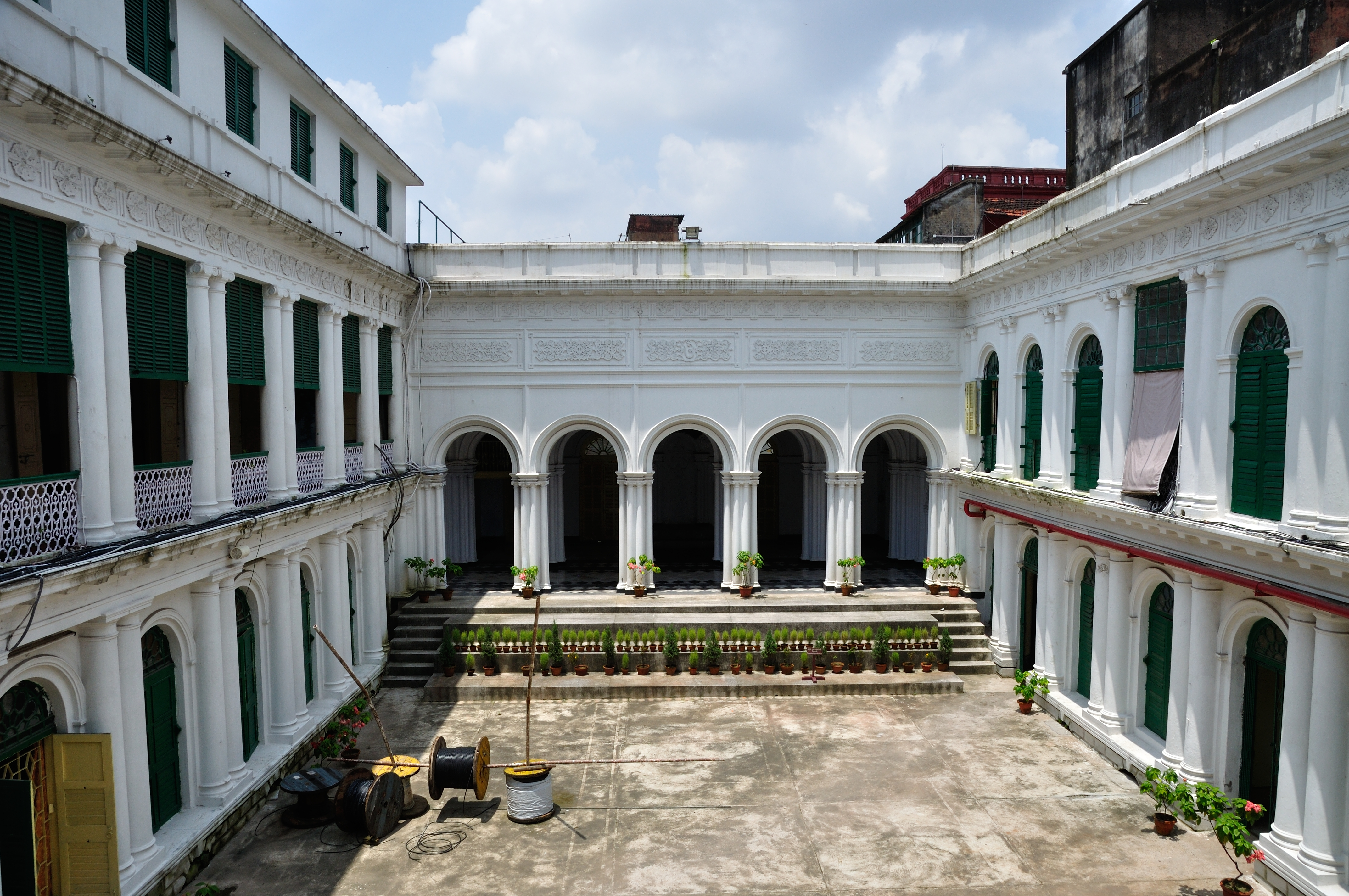
منزل الأجداد في كولكاتا، الهند

هناك مجموعة كبيرة من منازل الأجداد في الهند، بما في ذلك المنازل المبنية بشكل أكثر تقليدية، وتلك التي شيدت في ظل الحكم الاستعماري، وتلك التي تنتمي تقليديًا إلى أعضاء القلاع العليا أو العقارات الإقطاعية. نوع بارز من منزل الأجداد في الهند يشمل ذلك من طبقة تشتيار [الإنجليزية]، الذين هم مجموعة فرعية من مجتمع التاميل. غالبًا ما تكون منازل أجداد تشتيارعبارة عن منازل كبيرة مزخرفة أو قصور مبنية لاستيعاب أفراد عائلة ممتدة. تتكون هذه المنازل عادةً من طابقين، وكانت تُبنى تقليديًا لفصل الرجال عن النساء، حيث تكون مساحة النساء داخل المنزل ومهام الأعمال المنزلية، بينما تكون مساحة الرجال في الغرف الخارجية لتسهيل صفقات الأعمال والشؤون العامة الأخرى. وتتماشى مع ممارساتهم الثقافية في الهندوسية، تزين بوابات المنزل في الغالب بصور آلهة هندوسية، وتُستخدم غرف محددة في المنزل لأداء العبادة.
تشمل منازل الأجداد الهندية أيضًا منازل السادة الإقطاعيين السابقين، أو الطالوقدار، والتي فقدت أو فُرغت بشكل كبير خلال تقسيم الهند وباكستان عام 1947. وقد تعرضت هذه المنازل للعديد من النزاعات القضائية، حيث يكافح العديد من الورثة لاستعادة ملكية هذه الأملاك..
في ولاية كيرالا، جنوب غرب الهند، تبنى منازل الأجداد باستخدام مواد أصلية بما في ذلك الخشب والطين والخيزران والقش. ولا تتبع المنازل في هذه المنطقة أنماطًا معمارية مزخرفة تقليديًا، ولكنها بدلاً من ذلك مبنية للوظائف ووفقًا لقواعد البيت، وهو نظام هندوسي قديم يشبه نمط بناء المنزل بالماندالا. وفقًا للممارسة الثقافية المحلية، يمثل منزل الأجداد في نمط الماندالا رابطًا بين المخلوقات والإلهية، أو الكون. وتعتبر السمات الزخرفية في أضيق الحدود في هذه المنازل، على عكس المعابد أو أماكن العبادة الأخرى. هذه الأساليب المعمارية الأكثر بساطة وتقليدية لها طرق طبيعية للحفاظ على الطاقة، بما في ذلك مصدات الرياح وتنظيم درجة الحرارة والري بمياه الأمطار وكذلك الحماية من العناصر.

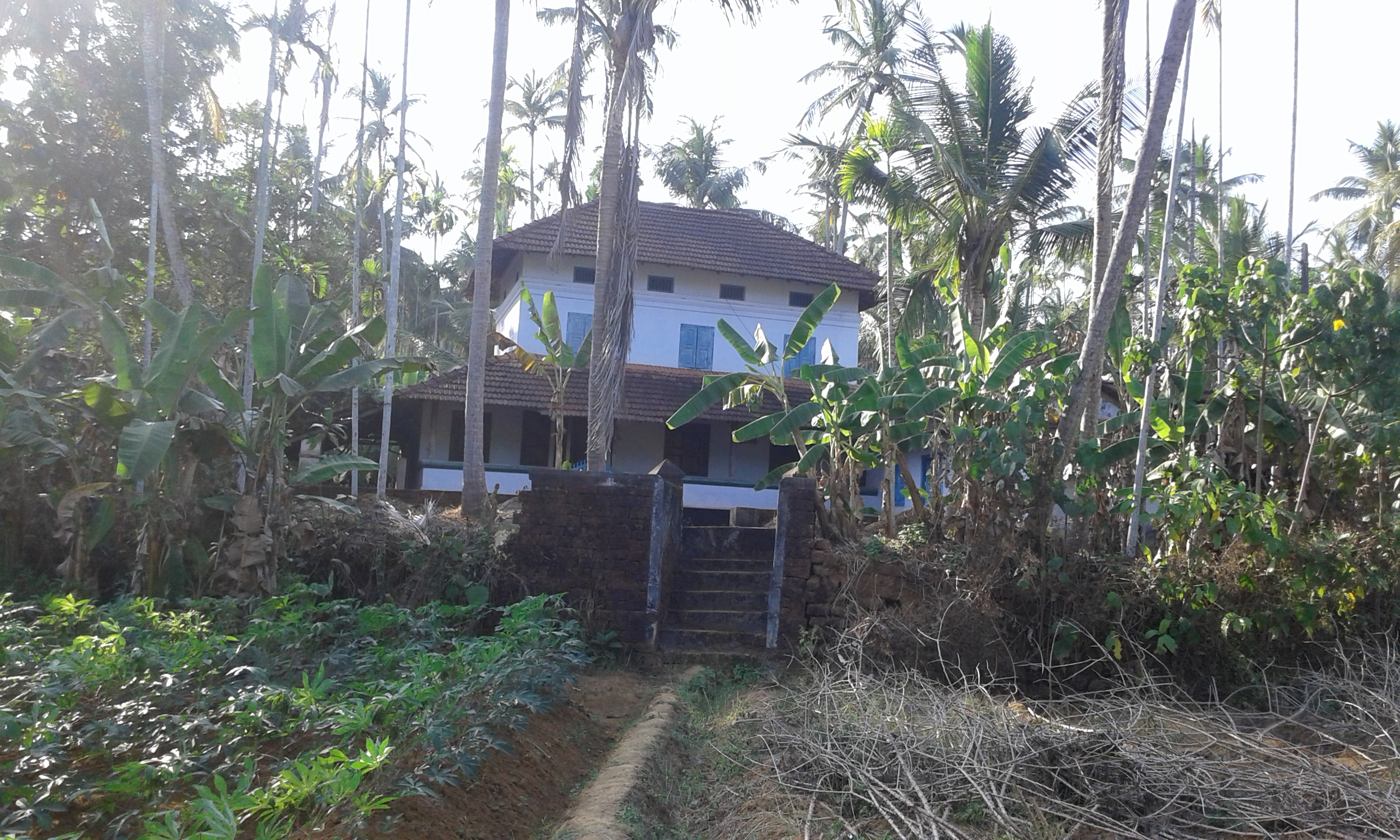
منزل مشيد تقليديا في ولاية كيرالا.

### منازل الأجداد في الثقافة الصينية
منازل الأجداد مهمة في الثقافة والمجتمع الصيني. وهناك مصادر تصف هذه على وجه التحديد بأنها منزل الأب. تشير الأبحاث إلى أن هويات الأماكن المرتبطة بالمنازل تلعب دورًا حاسمًا في عمليات التفاوض الهوياتية وعمليات تشكيل الهوية في البلاد. بالإضافة إلى التحدث باللغة الصينية و"التصرف" على الطريقة الصينية (مثل العبادة والتبجيل لأسلاف الشخص)، فإن وجود منزل أسلافي في الصين يعد جزءًا أساسيًا من الهوية الصينية لأولئك الذين يعيشون في الخارج. غالبًا ما تعكس منازل الأجداد في الثقافة الصينية تاريخ كل أسرة على حدة، حيث تشتمل كل عائلة على أضرحة لأفراد الأسرة المتوفين وتذكارات أخرى أو ممتلكات كبيرة للموتى. غالبًا ما تشتمل منازل الأجداد أيضًا على صور ولوحات لأفراد الأسرة، ومصنوعات يدوية من فترات مختلفة من تاريخ الأمة والعائلة.

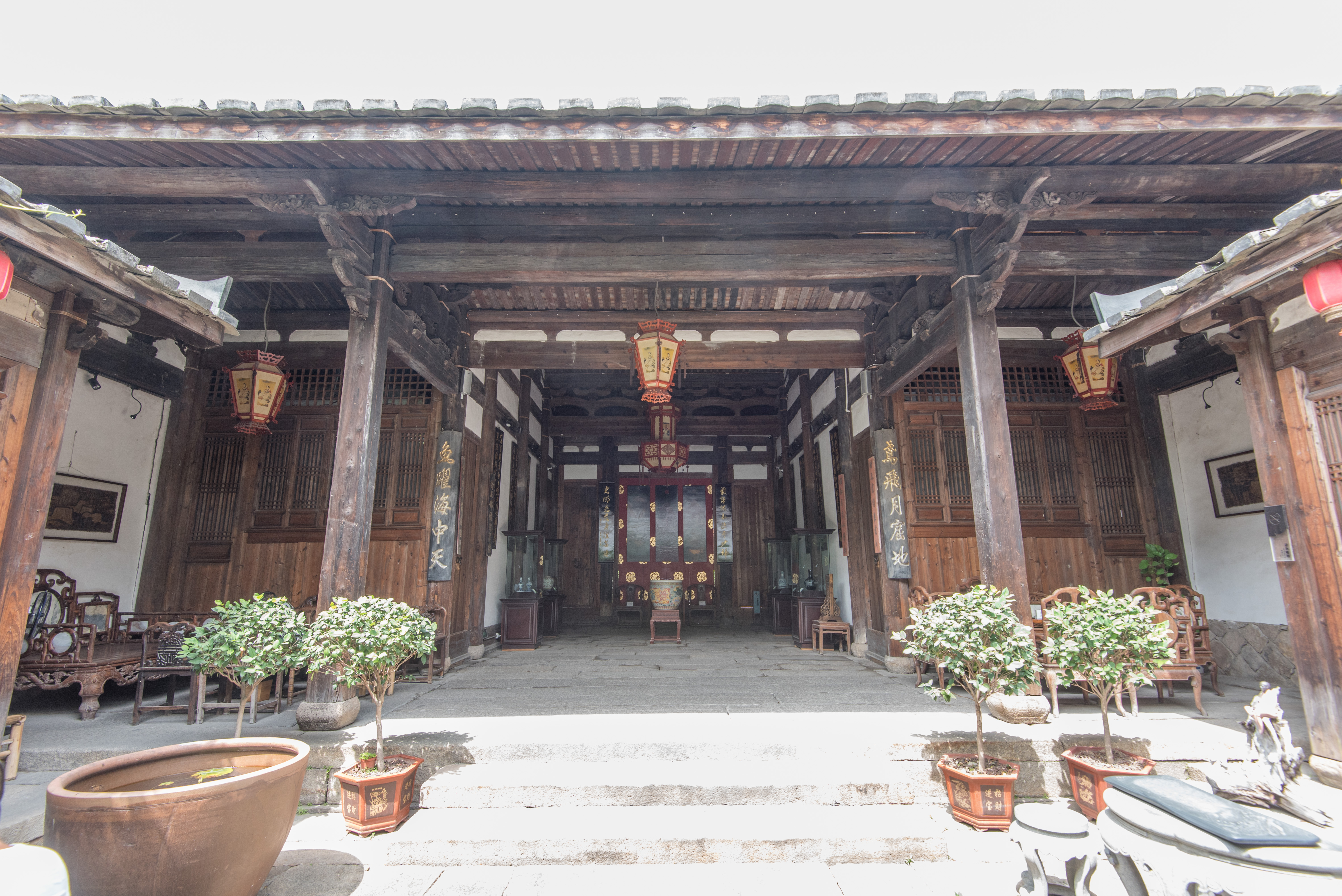
منزل أسرة شيي في ممر جيبي في الصين.

تشمل الهياكل التقليدية للمنازل الأسرية الصينية وجود قاعتين منفصلتين، إحداهما خاصة لتخزين الآثار مثل الألواح الأسية الأسرية، والأخرى عامة لاستقبال الضيوف. وغالبًا ما يزين الهيكل الداخلي والخارجي والهندسة المعمارية للمنازل الأسرية وفقًا لمبدأ الفنغ شوي الصيني، الذي يقال إنه يجلب الحظ السعيد ويحمي الأسرة والمنزل من الحظ السيئ. تمثل الجوانب الهيكلية الأخرى، مثل حجم القاعات، المرتبة الخاصة بالعائلة في الإمبراطورية الصينية.
تؤدي القاعات الأسرية في الثقافة الصينية على تلبية مجموعة متنوعة من الأغراض، بما في ذلك توفير مكان للعب الأطفال، وكذلك استضافة الأحداث الهامة مثل التجمعات العائلية والأعراس والاجتماعات البلدية والاحتفالات والعودة إلى الوطن وحتى العقوبات العامة.
من الظواهر الحديثة التي تحيط ببيوت الأجداد الصينيين عودة أفراد الشتات الصيني إلى أرضهم الأصلية. العامل الذي يؤثر على عودة المهاجرين الصينيين إلى منازلهم الأسرية هو النمو الاقتصادي الذي يحدث في وطنهم الأصلي مع مرور الوقت منذ الهجرة، مما يفتح فرصًا اقتصادية جديدة لم تكن موجودة من قبل. وهذا يدفع المهاجرين الصينيين إلى البحث عن فرص عمل في الصين نفسها، مما يؤدي إلى ظاهرة تسمى الهجرة الذاتية المبادرة.
تجربة الهجرة الذاتية المبادرة عادة ما تترافق مع تحديات عاطفية وتكيفية صعبة تتعلق بالهوية. فعادة ما يتعرض المهاجرون المبادرون لتحديات تكيف ثقافي واندماج يختلف بشكل كبير حسب الظروف الفردية والتربية، أو حتى الاستيعاب للغة وطريقة الحياة المحلية. يمكن أن تؤدي هذه التجربة أيضًا في كثير من الأحيان إلى الشعور الفردي إما بأقلية عرقية أو أغلبية، أو أن تكون محفوفة بمشاكل من حاجز اللغة والتمييز وصعوبة عامة في الاندماج بعد العيش في الخارج.
تأسست منازل الأسرية الصينية أيضًا في البلدان خارج الصين الرئيسية، وعلى الأخص في البلدان مثل ماليزيا. وتشمل المنازل الأسرية الملحوظة منزل أسرة كي في مقاطعة سيبرانج بيراي. أو قاعة تراث العائلة تانغ في هونغ كونغ، والتي يبلغ عمرها 700 عام.

### منازل الأجداد في الثقافة الفلبينية
تُحتفظ بالمنازل الأسرية في الفلبين من قبل أجيال من نفس العائلة، وتبقى جزءًا هامًا من الثقافة الأسترونيزية الفلبينية حيث تربط بين العائلات والأنساب الكبيرة، والتي تمتد أحيانًا عبر مناطق واسعة وخارج البلاد مع الهجرة الفلبينية الأوسع. وترتبط المنازل الأسرية بمفهوم البلدة الأصلية للأجداد المشترك في آسيا بأسرها.
المنازل الأسرية هي رمز لطول عمر واستمرارية العائلة أو العشيرة، وتعمل كمراكز اجتماعية مركزية للاجتماعات العائلية والأحداث والطقوس والمراسم والوظائف الخاصة. وعادة ما يعيش في هذا المنزل الأم أو الأب الروحي للعائلة الذي يدير شؤون المنزل، مما يتيح لأفراد العائلة الآخرين في حالات الخطر ملاذًا آمنًا.
المنازل الأسرية في الفلبين غالبًا ما تكون من نمط البيت الحجري (نمط العمارة الاستعمارية الشهير بين القرن السابع عشر والتاسع عشر: مزيج من المفاهيم والحس العماري الأصلي الأسترونيزي والإسباني الاستعماري والصيني)، أو من الأنماط الفلبينية الأصلية مثل الطوروغان الخشبي التقليدي الأستروني الفلبيني أو البيت الكوبو التقليدي، ونمط البالي / فالي شعب إغوروت الذي يعود إلى قرون قبل الحكم الاستعماري. ومن الممكن أن تكون المنازل الأسرية عبارة عن مزيج من العناصر الأصلية مع العناصر الحديثة والتمديدات.

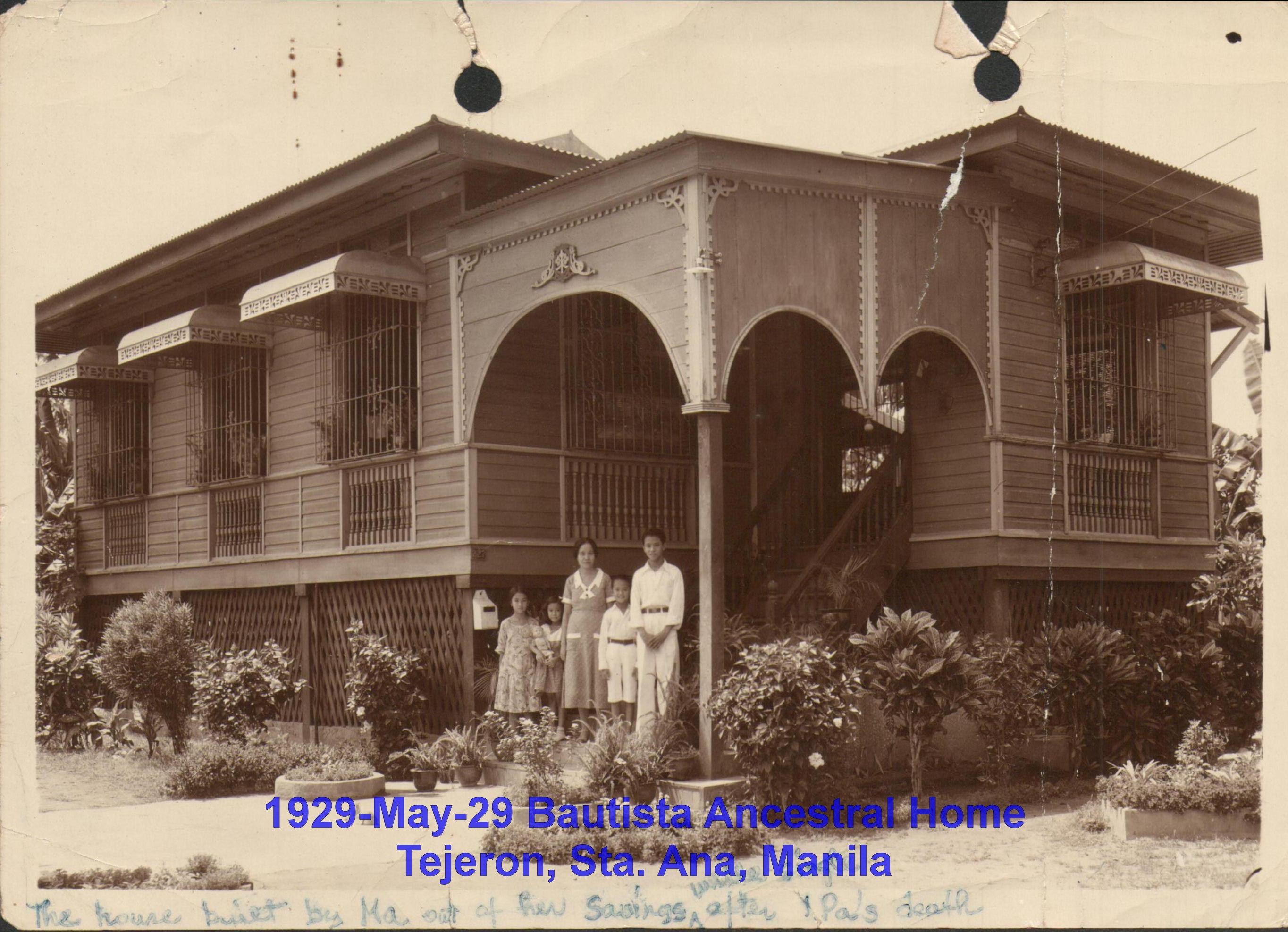

سجلت بعض المنازل الأسرية كمزارات وطنية مثل ضريح أغوينالدو وضريح مارسيلو ديل بيلار وأضرحة ريزال في كالامبا ولاجونا وإنتراموروس (مانيلا القديمة) ودابيتان في زامبوانجا ديل نورتي. وتم تعيين العديد من المنازل الأسرية التي أحتفظ عليها بشكل جيد أو بشكل أصلي لقرون طويلة كأبنية تراثية من قبل سجل الممتلكات الثقافية الفلبينية.
يعترف المجتمع الدولي الأوسع للفلبينيين المنتشرين في الخارج بالهوية الفلبينية الوطنية الشاملة، ولكن الاختلافات في اللغة والأساليب المعمارية والثقافات الفرعية من جزيرة إلى جزيرة تسهم في تباين كبير بين الأساليب والثقافات حول منازل العائلات والأوطان الأصلية للأجداد لدى مختلف الجماعات.
تختلف الأساليب المعمارية بشكل كبير من محافظة إلى محافظة أو من منطقة إلى أخرى. أصبحت أساليب منازل الأجداد الفلبينية من نوع "البيت الحجري" جزءًا مركزياً من الحركة المسماة "وعي التراث" التي تشجعها المنظمات مثل "توكلاس فيليبيناس"، والتي تشجع فهماً أكبر وتقديراً لهذا التراث ودور المجتمع المحلي في السياحة وحماية المنازل الأسرية.

### منازل الأجداد في الثقافة المجرية
ينظر الهنغاريون إلى وطنهم الأصلي على أنه يقع في جبال الأورال خلال الفترات الوسطى المبكرة من تاريخ العالم. وذلك يرجع جزئياً إلى راهب يوليان عثر على هنغاري في عاصمة بلغار الفولغا، ثم أخذه إلى مجتمع هنغاري يعيش في جبال الأورال. كان هذا التفاعل بين الطرفين ذو أهمية كبيرة في الثقافة الهنغارية، وأدى إلى تأسيس جبال الأورال كوطن أصلي شرقي لهم. وكان يعرف هذا الإقليم فيما بعد باسم "ماغنا هونغاريا" (هنغاريا الكبرى). ويستخدم هذا التصنيف بشكل أوسع من قِبل المؤرخين الحديثين والهنغاريين الذين يعيشون في الوقت الحاضر.

### منازل الأجداد في الثقافة التايلاندية
اكتسب المنزل التايلاندي التقليدي أسلوبه الفريد بعد مئات السنين من التطور، فهو مصنوع من الخشب ومرتفع فوق أعمدة، وهو يتكيف تمامًا مع بيئته.
تختلف الأساليب المعمارية المختلفة حسب منطقة البلد، والاختلاف يكمن أساساً في نوع الزخرفة والتشطيبات التي تستخدم محلياً. وعلى الرغم من ذلك، فإن المنازل التايلاندية تتشابه في الطريقة التي ترفع بها منصتها على الأعمدة لتوفير درع ضد الطقس العاصف، والحياة البرية، والأتربة، بغض النظر عن المنطقة التي بني المنزل فيها في البلاد.

### منازل الأجداد في المملكة المتحدة

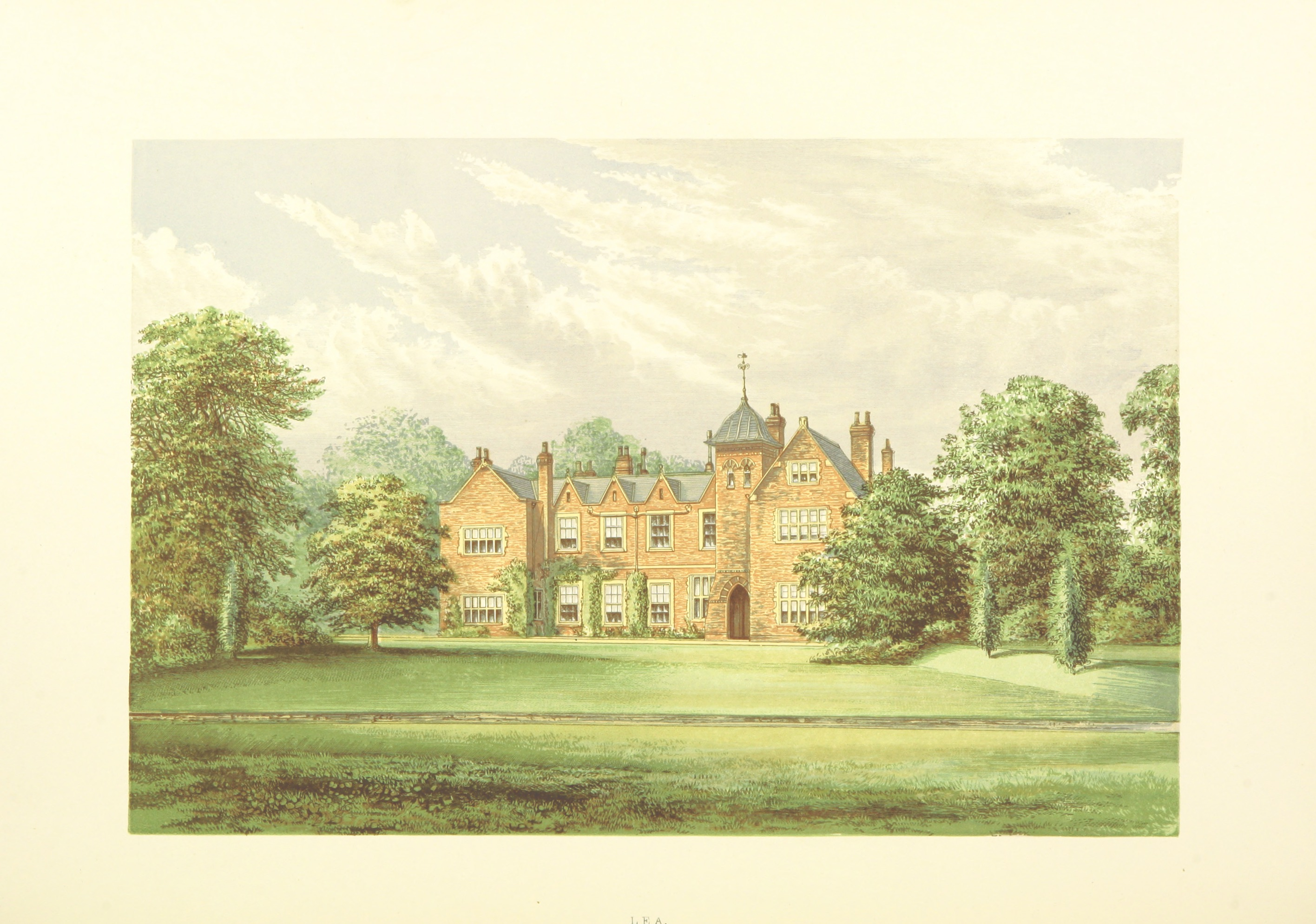
لوحة لمنزل الأجداد في ليا، لينكولنشاير في المملكة المتحدة

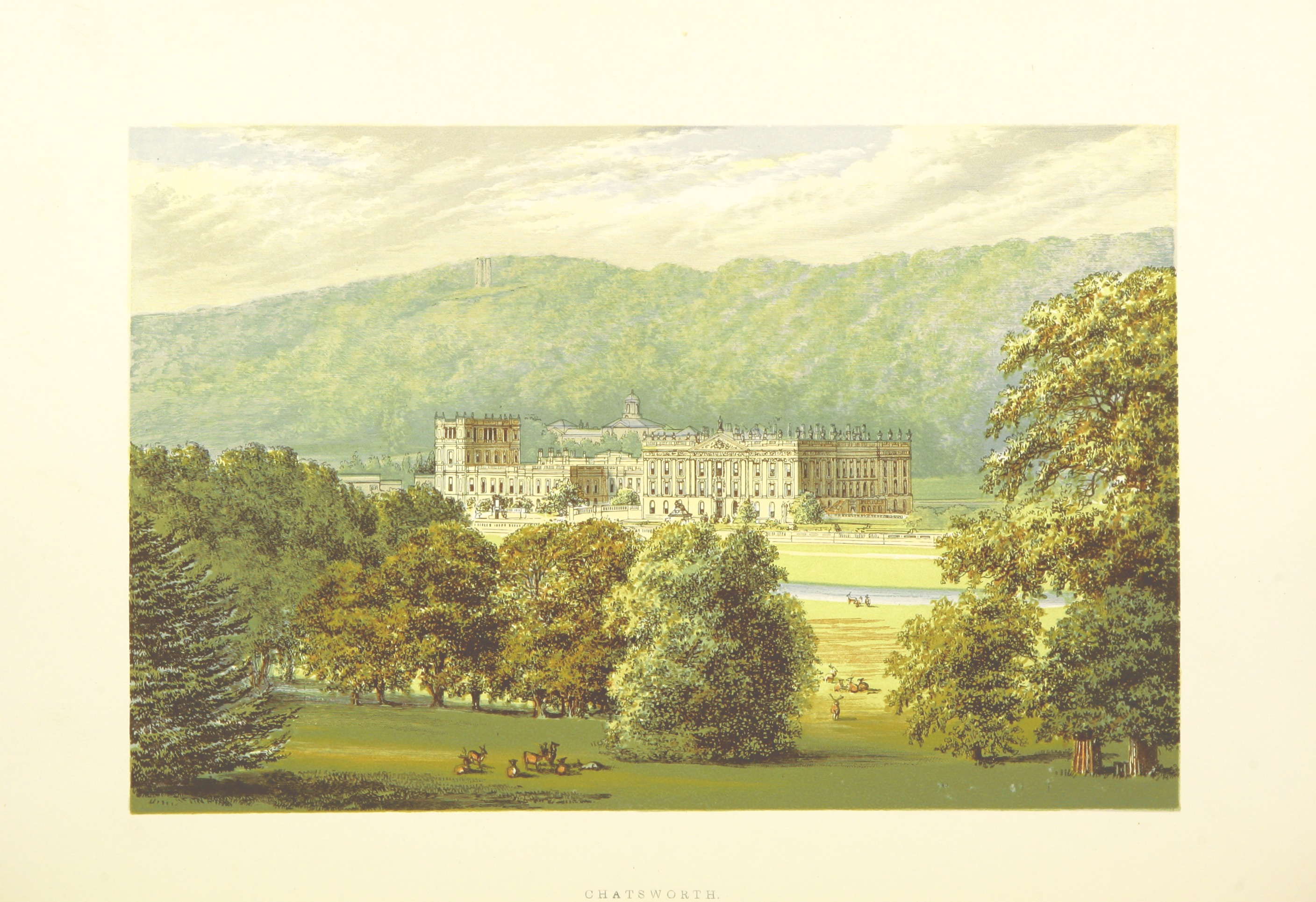
لوحة لمنزل أجداد إنجليزي في تشاتسوورث، ديربيشاير.

قال أحد المؤلفين حول عبارة "منازل الأجداد" أنها "تميل إلى إيحاء صور البارونات الأوروبيين يتناولون الطعام في قاعات باردة بينما الصور المظلمة والدروع الفارغة تحدق صامتة من الأعلى".
لوحظ أن عبارة "منزل الأجداد" - التي تُطبق عادة على القصور والقاعات الريفية - تكون أكثر تطبيقًا على المنازل الصغيرة، لأن العائلات الغنية قد تنقرض أو تتخلى عن أراضيها في حين تستمر العائلات الفقيرة في الاحتلال نفس المنازل لأجيال.
تم تصوير المسلسل التلفزيوني الدرامي التاريخي البريطاني داونتون أبي في قلعة هايكلير، المنزل الأسري لعدة عائلات، بما في ذلك اللورد والسيدة الحاليين كارنارفون.

## منازل الأجداد في الثقافة المعاصرة
منازل الأجداد هي المكان المناسب لأعمال فنية متعددة، خيالية وغير خيالية. في الثقافة الفلبينية المعاصرة، يستكشف الفنانون ورجال الأعمال الاستخدامات المختلفة لمنازل أجدادهم المحلية كجزء من عملية صنع الفن أو الترويج للأعمال التجارية العائلية أو السياحة. تعد منازل بابلو أنطونيو في مدينة باساي، وقصر سيكويا في فيغان، وكازا غوردو في سيبو، أمثلة على المنازل الأسرية التي استخدمت الفن كأداة ترويجية للسياحة واستقبال تراث عائلاتهم. تحولت بعض المنازل الأسرية، وخاصة تلك التي تتبع أسلوب البيت الحجري، إلى منازل ضيافة وإفطار، مثل كازا فيليز في سورسوجون.
في الثقافة المعاصرة الدولية، تستخدم رواية "مسيرة البطل" للكاتبة أنيتا راو بادامي منزل عائلتها الأسري كإطار للصراع العائلي والدراما والتاريخ.
رواية فيكرام سيث والسلسلة على نتفليكس بنفس الاسم "ولد المناسب" تظهر إهمال المنزل الأسري للخانز، وهي عائلة خيالية من الأرباب الطوائف في العقد الذي يلي تقسيم الهند وباكستان.

## منازل الأجداد والفن
الفن، وخاصة الوسائط البصرية مثل الرسم والتصوير الفوتوغرافي والفيلم والرسوم المتحركة، يمكن استخدامها من قبل الأفراد لاستكشاف تجاربهم الذاتية أو ذكرياتهم المتعلقة بالمنزل الأسري الفعلي أو المتخيل. فقد شرح الباحثون مثل إدوارد آديمولو الطرق التي يمكن أن يعبر بها الفنانون المرئيون عن منازلهم الأسرية الحقيقية والمتخيلة، وكيف يمكن أن تتحدث لأوسع حوارات المعنى من خلال العناصر الحسية والهيكلية في أعمالهم الفنية.
درس هذا البحث المقام في المملكة المتحدة تحليلاً محتوائياً للرسومات والتخيلات المختلفة التي رسمها الأطفال لمنزلهم الأسري للحصول على فكرة أفضل عن أفكارهم حول تراثهم. هناك العديد من المجتمعات الأفريقية المختلفة تعيش في المملكة المتحدة وتمتلك معرفة عن منازلهم الأسرية، وسمح هذا البحث للباحثين بتقييم تأثير المنزل الأسري على الأفراد. ويعتبر ذلك، وفقاً لآديمولو، تجربة قيمة لأعضاء الشتات الأفريقيين في المملكة المتحدة الذين لم يحظوا بتجربة فعلية لمنازلهم الأسرية أو وطنهم ويعتمدون على حكايات الآخرين.

## مقالات ذات صلة
- وطن